# Robert Gumny
Robert Krzysztof Gumny (sinh ngày 4 tháng 6 năm 1998) là một cầu thủ bóng đá chuyên nghiệp người Ba Lan thi đấu ở vị trí hậu vệ cho câu lạc bộ Bundesliga FC Augsburg và đội tuyển quốc gia Ba Lan.